# Пляжний будиночок

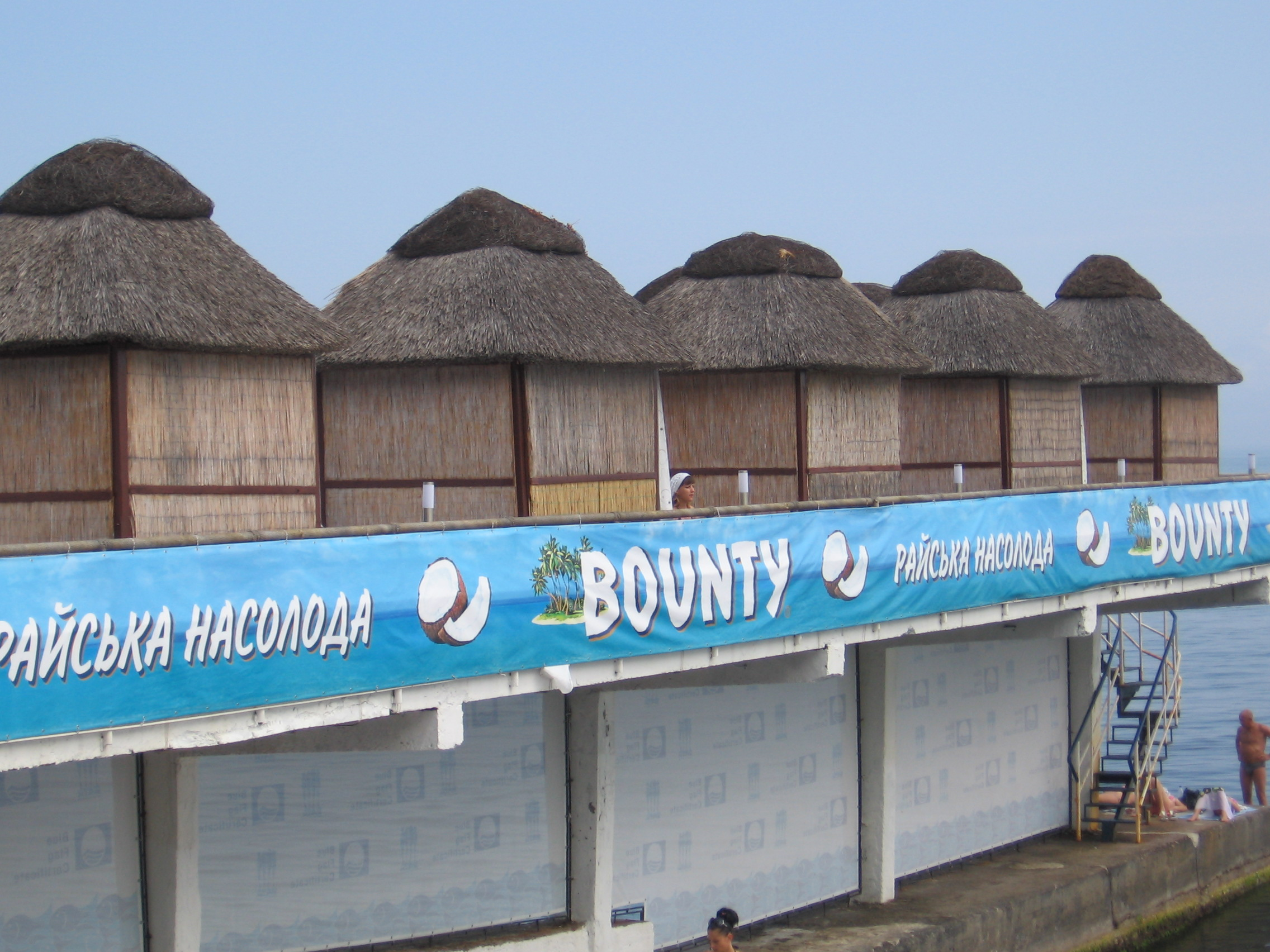
Пляжні будиночки. Ялта. Крим.

Пляжна кабінка (також пляжний будиночок) - невелика, найчастіше дерев'яна будівля, побудована на пляжі. Зазвичай використовується для переодягання, для укриття від сонця і вітру і для зберігання особистих речей. У багатьох країнах яскраво розфарбовані пляжні кабінки утворюють суцільні ряди і можуть перебувати або в муніципальній, або в приватній власності і бути досить упорядкованими. До них може бути підведена електрика.

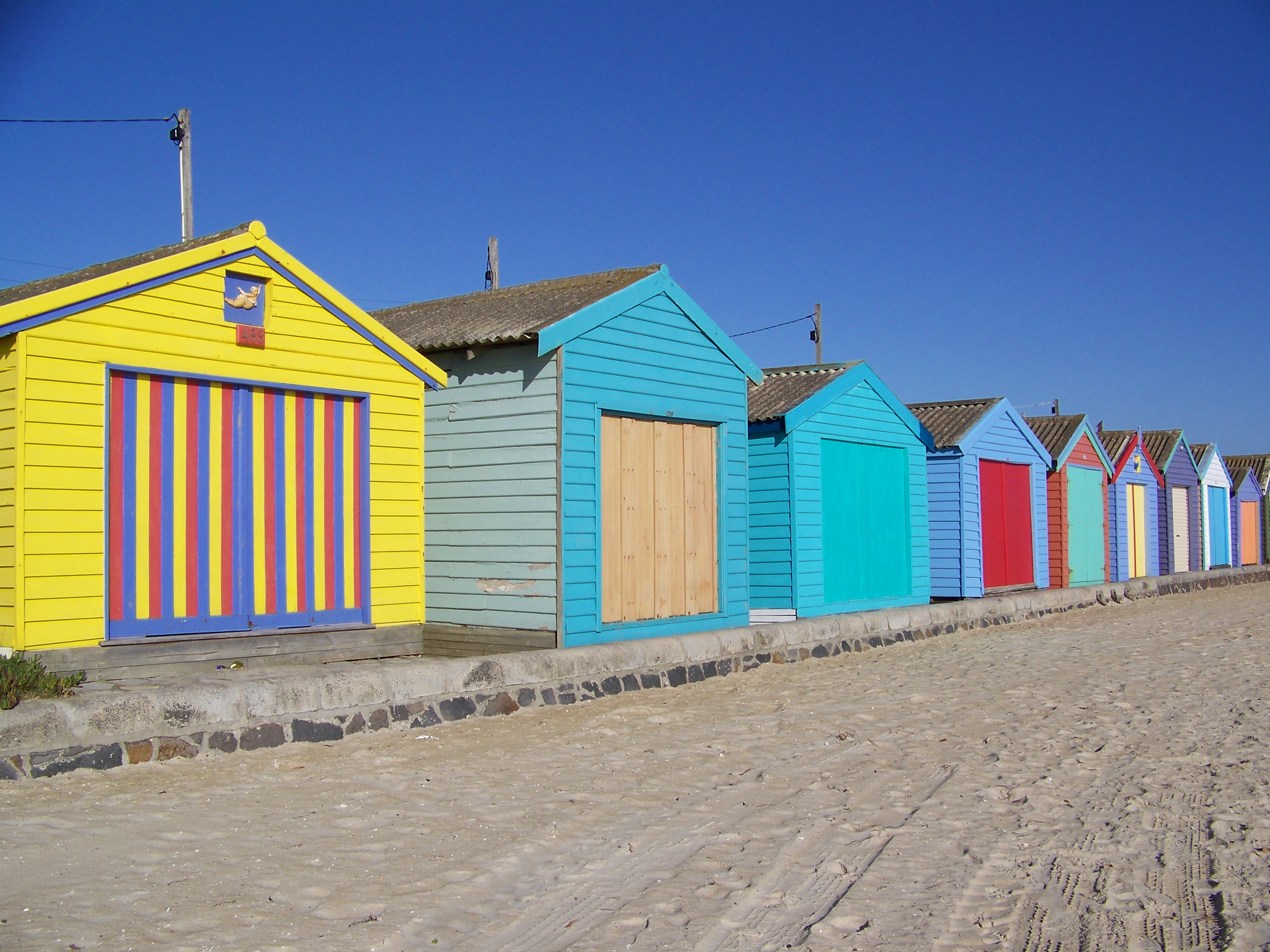
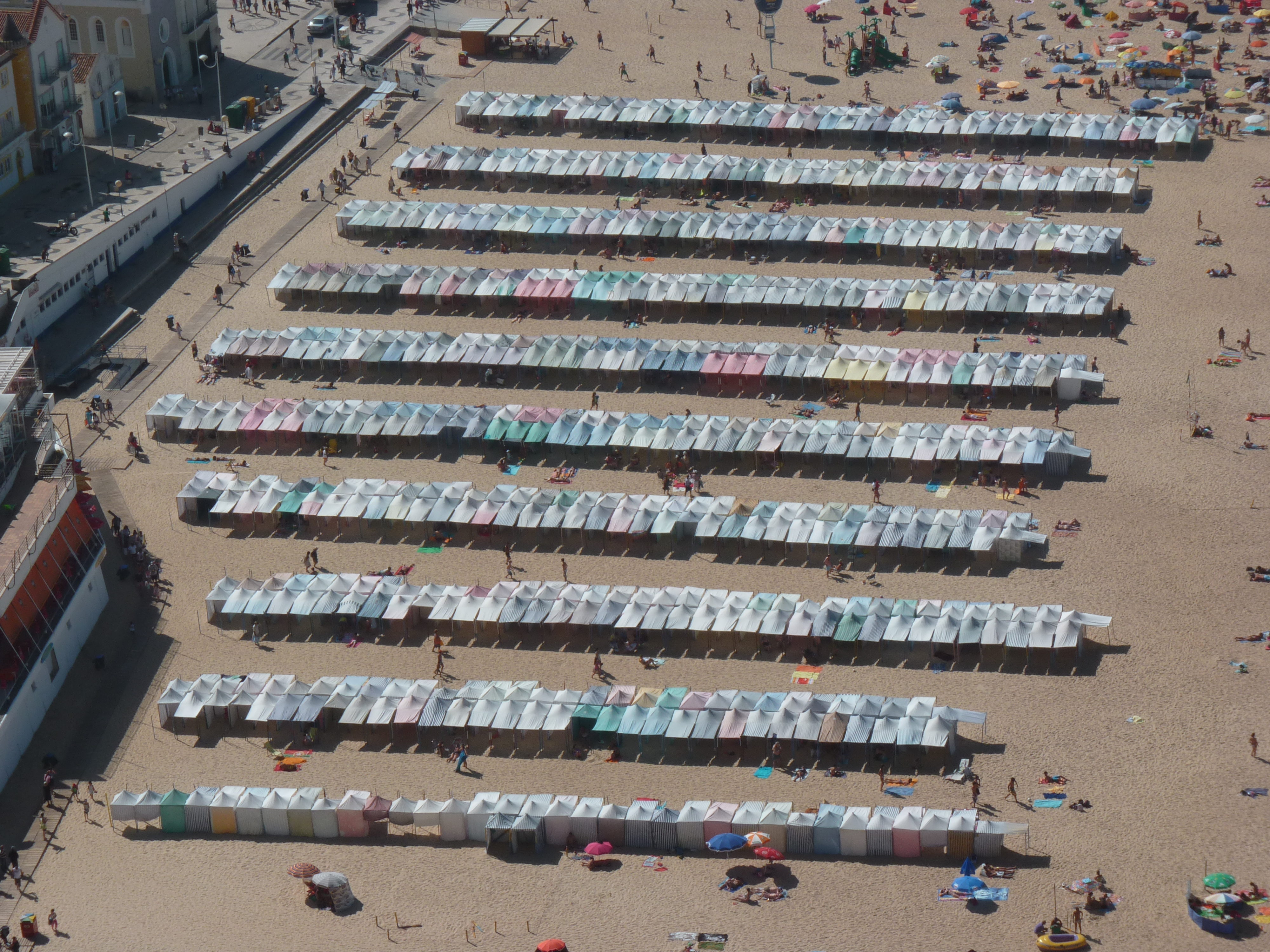
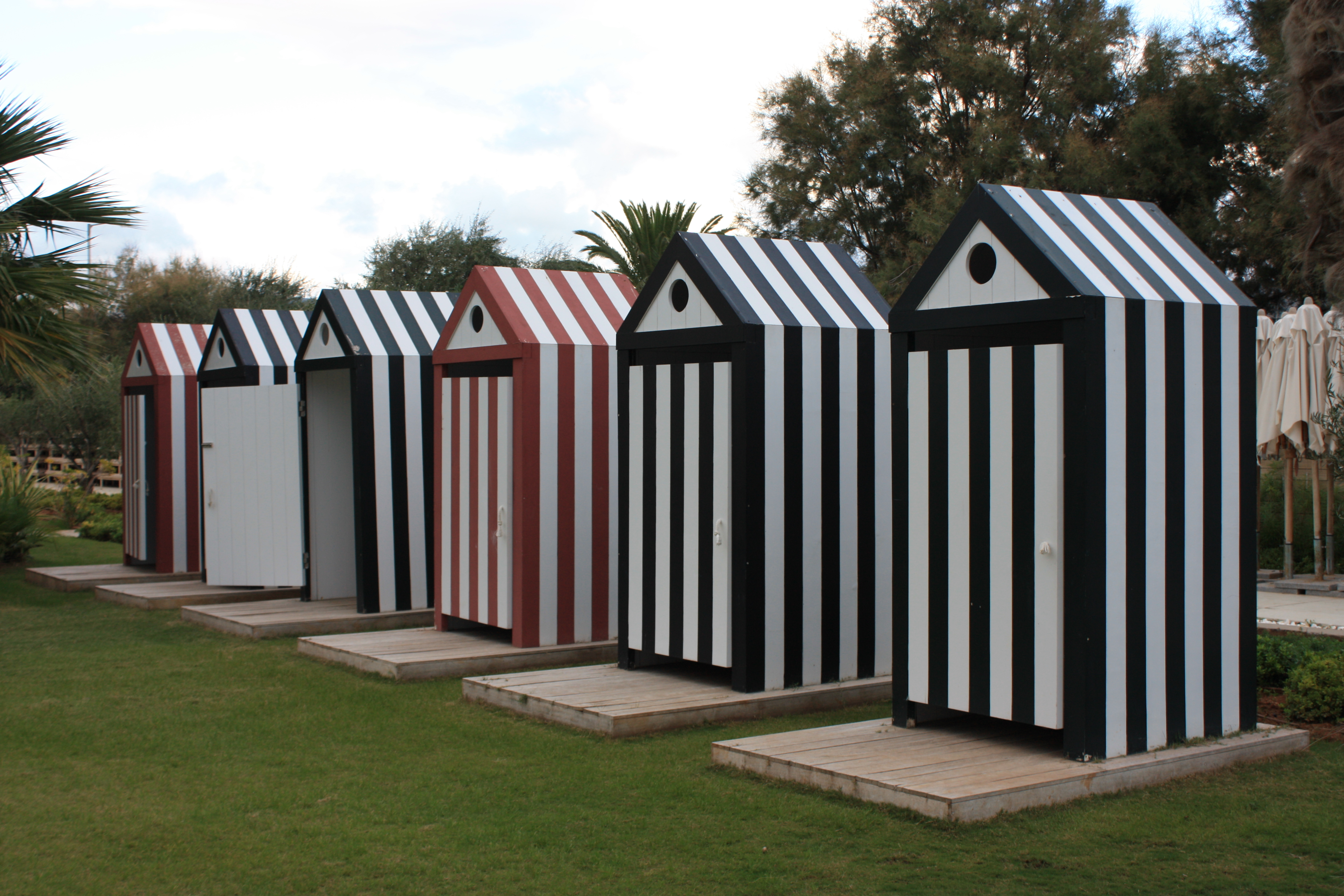
Пляжні кабінки в Греції
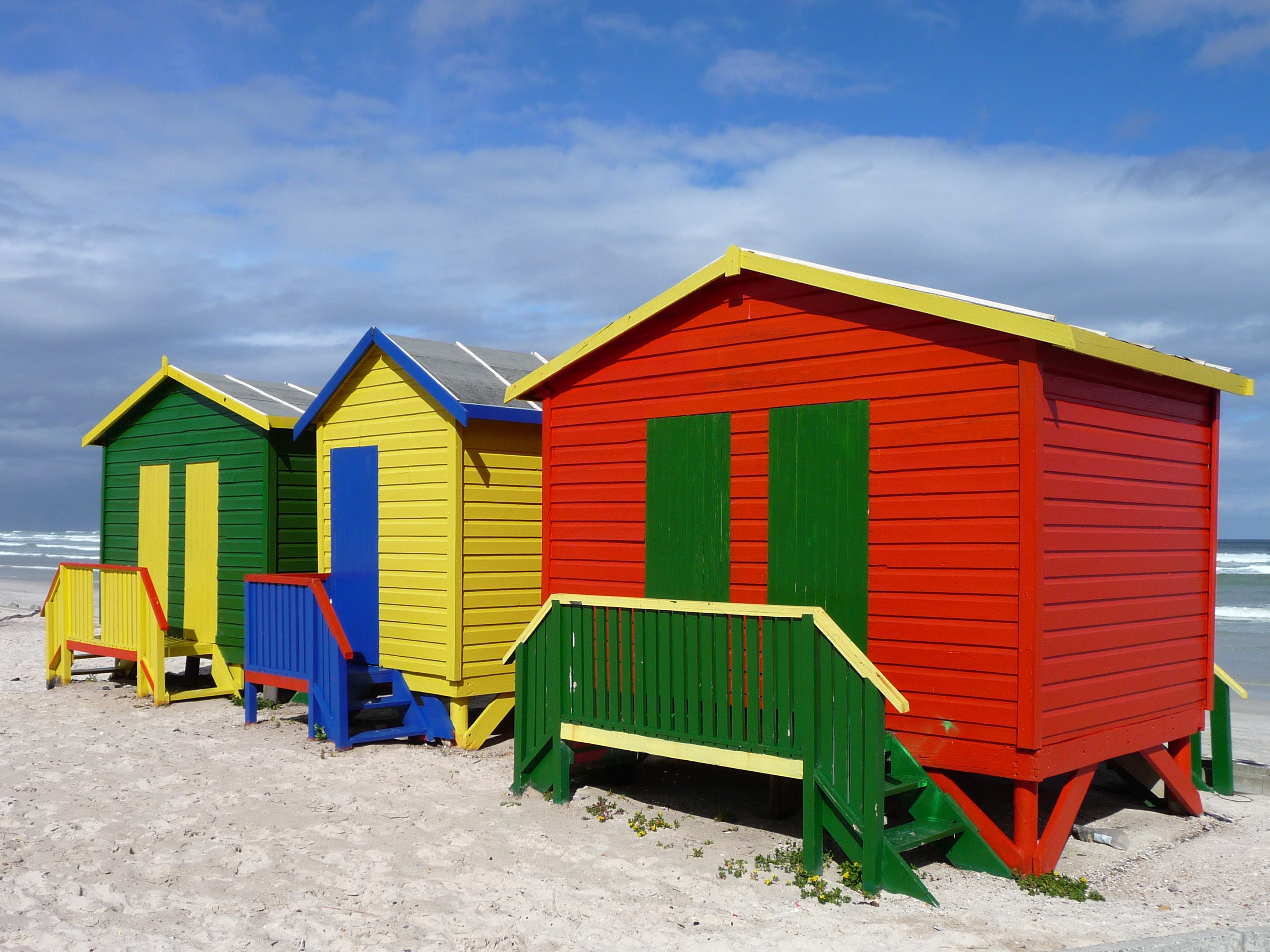
Пляжні кабінки в Південній Африці
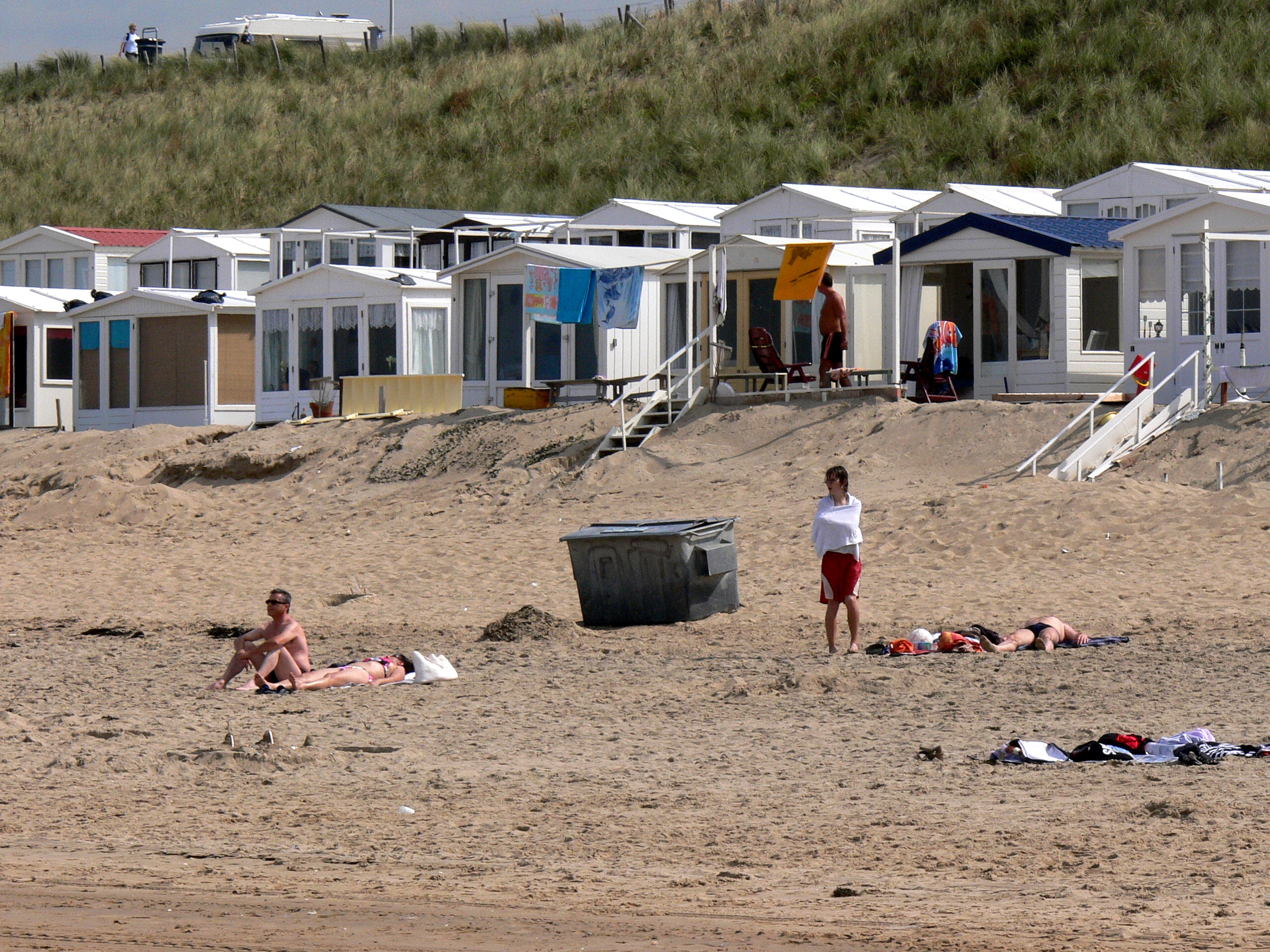